# Arthur Moret
Arthur Moret, né le 10 novembre 1846 à Étreux (Aisne) et mort le 28 février 1930 à Paris, est un homme politique français.

## Biographie
Docteur en droit, Avocat au Conseil d’État et à la Cour de cassation, membre du conseil de l'ordre, il est spécialisé sur les questions de propriété intellectuelle. Il est député de l'Aisne de 1893 à 1898, siégeant à gauche.